# 刘建宽
刘建宽（1963年10月—），男，汉族，湖南涟源人，中华人民共和国政治人物。曾任湖南省人民检察院副检察长。

## 生平
生于湖南省涟源市安平镇井坑村，1983年8月参加工作。1986年2月加入中国共产党。1997年11月，任娄底地区冷水江市公安局局长。2000年5月，任娄底市公安局副局长。
2006年11月，任永州市人民政府党组成员、市公安局局长兼党委书记；在其任上永州发生了“唐慧案”。
2010年1月，任湘潭市人民政府副市长、市公安局局长。
2014年10月，任湖南省人民检察院党组成员、政治部主任；2016年7月任湖南省人民检察院党组成员、副检察长。
2021年10月，湖南省纪委宣布其接受审查调查。2014年，中国经济网曾援引一不愿公开身份的举报者说法称，刘建宽在娄底涟源安平镇老家的山上盖有一栋约500平方米的徽派别墅，占地约2亩，“光基建、绿化等就花了400多万元”。